# Viçosa do Ceará
Viçosa do Ceará is een gemeente in de Braziliaanse deelstaat Ceará. De gemeente telt 56.673 inwoners (schatting 2009).
De gemeente grenst aan Granja, Tianguá, Cocal en Cocal dos Alves.